# Amina Lemrini
Amina Lemrini El Ouahabi là một nhà hoạt động nhân quyền người Ma-rốc, và cũng đồng thời là Chủ tịch Haute Autorité de la giao audiovisuelle Ma-rốc (Hội đồng Truyền thông nghe nhìn cao cấp).

## Những năm đầu
Lamrini có bằng tiến sĩ (Doctorat d'État) về khoa học giáo dục.

## Nghề nghiệp
Lamrini là người đồng sáng lập và là cựu chủ tịch Hiệp hội Phụ nữ Ma-rốc Dân chủ (Hiệp hội Démocratique des Femmes Marocaines).
Lamrini là thành viên sáng lập của Tổ chức Nhân quyền Ma-rốc (OMDH).
Vào tháng 5 năm 2012, Quốc vương Mohammed VI đã bổ nhiệm Lamrini làm Chủ tịch Hội đồng Truyền thông nghe nhìn cao cấp, tại Cung điện Hoàng gia ở Rabat. Bà đã kế nhiệm Ahmed Ghazali với tư cách là người nắm giữ vị trí này, sau khi ông bị sa thải bất ngờ. Bà đã được gọi là "un choix emblématique" (một lựa chọn mang tính biểu tượng), và là cánh tay trái trong các hoạt động cam kết vì nhân quyền và dân chủ.

## Ấn phẩm
Lamrini đã xuất bản một cuốn sách hướng dẫn sư phạm về giáo dục và quyền trẻ em, và đã viết các bài báo và ấn phẩm về các vấn đề xung quanh việc giải phóng phụ nữ bao gồm, "L'image de la sen dans le disours scolaire" và "Femmes et développement humain: cas du Maroc".

## Cuộc sống cá nhân
Bà là mẹ của hai đứa trẻ.